# Алгоритм двох китайців
Алгоритм двох китайців — алгоритм побудови мінімального кістякового дерева в підвішеному орієнтованому графі з коренем в заданій вершині. Був розроблений математиками Чу Йонджіном і Лю Цзенхонгом.

## Постановка задачі
Задано зважений орієнтований граф {\displaystyle G(V,E)} і початкова вершина {\displaystyle v}. Потрібно побудувати кореневе остовне дерево в {\displaystyle G} з коренем у вершині {\displaystyle v}, сума ваг усіх ребер якого мінімальна.

## Алгоритм

### Опис
Якщо хоча б одна вершина графу {\displaystyle G} недосяжна з {\displaystyle v}, то необхідне дерево побудувати не можна.
| 1. Для кожної вершини {\displaystyle u\neq v} графу {\displaystyle G} зробимо таку операцію: знайдемо ребро мінімальної ваги, що входить до {\displaystyle u}, і віднімемо вагу цього ребра з ваг всіх ребер, що входять до {\displaystyle u}. {\displaystyle m(u)=\min \limits _{tu\in E}w(tu),w'(tu)=w(tu)-m(u)}. 2. Будуємо граф {\displaystyle K=(V,K_{0})}, де {\displaystyle K_{0}} — множина ребер нульової ваги графу {\displaystyle G} з ваговою функцією {\displaystyle w'}. Якщо в цьому графі знайдеться кістякове дерево з коренем у {\displaystyle v}, то воно і буде шуканим. 3. Якщо такого дерева немає, то побудуємо граф {\displaystyle C} — конденсацію графу {\displaystyle K}. Нехай {\displaystyle y} та {\displaystyle z} — дві вершини графу {\displaystyle C}, відповідаючі компонентам сильной зв'язності {\displaystyle Y} та {\displaystyle Z} графу {\displaystyle K} відповідно. Покладемо вагу ребра між вершинами {\displaystyle y} і {\displaystyle z} рівною мінімальному серед ваг ребер графу {\displaystyle G} з ваговою функцією {\displaystyle w'}, що ідуть з {\displaystyle Y} в {\displaystyle Z}. 4. Продовжимо з пункту 2, використовуючи граф {\displaystyle C} замість {\displaystyle G}. 5. У {\displaystyle C} побудовано MST {\displaystyle T}. Побудуємо тепер MST {\displaystyle T'} в {\displaystyle G} з ваговою функцією {\displaystyle w'}. Додамо до {\displaystyle T'} всі вершини компоненти сильної зв'язності графу {\displaystyle K}, якій належить {\displaystyle v} (по шляхах нульового ваги з {\displaystyle v} ). Нехай у {\displaystyle T} є ребро {\displaystyle yz}, де {\displaystyle y} відповідає компоненті сильної зв'язності {\displaystyle Y}, а {\displaystyle z} - компоненті сильної зв'язності {\displaystyle Z} графу {\displaystyle K}. Між {\displaystyle Y} і {\displaystyle Z} у графі {\displaystyle G} з ваговою функцією {\displaystyle w'} є ребро {\displaystyle y'z'}, вага якого дорівнює вазі ребра {\displaystyle yz}. Додамо це ребро до дерева {\displaystyle T'}. Додамо до {\displaystyle T'} всі вершини компоненти {\displaystyle Z} по шляхах нульового ваги з {\displaystyle z'}. Зробимо так для кожного ребра дерева {\displaystyle T}. 6. Отримане дерево {\displaystyle T'} - MST в графі {\displaystyle G}. |

### Реалізація
Позначення:
- Граф зберігається у вигляді множини ребер + індекс кореня.
- Множина ребер - список суміжності.
- Ребро - структура {from, to, weight}.
- root - поточний корінь.

Особливість реалізації: алгоритмом не важлива кратність ребер, тому при складанні нового графу кратні ребра можуть з'явитися - це зменшує асимптотику з {\displaystyle O(V^{2})} до {\displaystyle O(E)}
```
int findMST(edges, n, root):
   int res = 0
   int minEdge[n] // створюємо масив мінімумів, що входять у кожну компоненту, ініціалізуємо нескінченністю.
   for each 

  

    

      

        
e

        
∈

        
E

      

    

    
{\displaystyle e\in E}

  

       minEdge[e.to] = min(e.w, minEdge[e.to])
   for each 

  

    

      

        
v

        
∈

        
V

        
∖

        
{

        
r

        
o

        
o

        
t

        
}

      

    

    
{\displaystyle v\in V\backslash \{root\}}

  

       res += minEdge[v] //ваги мінімальних ребер точно будуть в результаті
   edge zeroEdges[] //створюємо масив нульових ребер
   for each 

  

    

      

        
e

        
∈

        
E

      

    

    
{\displaystyle e\in E}

  

       if e.w == minEdge[e.to]
           zeroEdges.pushback(

  

    

      

        

          
e

          

            
1

          

        

      

    

    
{\displaystyle e_{1}}

  

) // 

  

    

      

        

          
e

          

            
1

          

        

      

    

    
{\displaystyle e_{1}}

  

 - ребро е, зменшене на мінімальну вагу, що входить до e.to
   if dfs(root, zeroEdges) // перевіряємо, чи можна дійти до всіх вершин за нульовими ребрах
       return res
   int newComponents[n] // майбутні компоненти зв'язності
   newComponents = Condensation(zeroEdges) 
   edge newEdges[] //створюємо масив ребер у новому графі з вершинами в отриманих компонентах
   for each 

  

    

      

        
e

        
∈

      

    

    
{\displaystyle e\in }

  

 zeroEdges
       if e.to і e.from в різних компонентах
           додаємо в newEdges ребро з кінцями в даних компонентах і вагою e.w
   res += findMST(zeroEdges, ComponentsCount, newComponents[root])
   return res
```

### Складність
Всього буде побудовано не більше {\displaystyle V} конденсацій. Конденсацію можна побудувати за {\displaystyle O(E)}. Значить, алгоритм можна реалізувати за {\displaystyle O(VE)}.